# Topczewo (gromada)
Topczewo – dawna gromada, czyli najmniejsza jednostka podziału terytorialnego Polskiej Rzeczypospolitej Ludowej w latach 1954–1972.
Gromady, z gromadzkimi radami narodowymi (GRN) jako organami władzy najniższego stopnia na wsi, funkcjonowały od reformy reorganizującej administrację wiejską przeprowadzonej jesienią 1954 do momentu ich zniesienia z dniem 1 stycznia 1973, tym samym wypierając organizację gminną w latach 1954–1972.
Gromadę Topczewo z siedzibą GRN w Topczewie utworzono – jako jedną z 8759 gromad – w powiecie bielskim w woj. białostockim, na mocy uchwały nr 12/V WRN w Białymstoku z dnia 4 października 1954. W skład jednostki weszły obszary dotychczasowych gromad Topczewo, Górskie, Moskwin, Olszewo, Zalesie i Wólka Zalewska oraz miejscowości wieś i maj. Wólka Pietkowska z dotychczasowej gromady Wólka Pietkowska ze zniesionej gminy Topczewo w tymże powiecie. Dla gromady ustalono 19 członków gromadzkiej rady narodowej.
31 grudnia 1959 do gromady Topczewo przyłączono wsie Mierzwin Mały i Mierzwin Duży ze znoszonej gromady Malesze, wsie Świrydy i Olendzkie ze znoszonej gromady Świrydy oraz wsie Osówka, Godzieby i Ignatki ze znoszonej gromady Falki.
1 stycznia 1969 z gromady Topczewo wyłączono wieś Świrydy włączając ją do nowo utworzonej gromady Brańsk; do gromady Topczewo przyłączono natomiast wsie Wodźki, Sieśki, Ściony i Kiewłaki ze zniesionej gromady Hodyszewo.
Gromada przetrwała do końca 1972 roku, czyli do kolejnej reformy gminnej.